# Hans Bernhard Reichow
Hans Bernhard Reichow (nació el 25 de noviembre de 1899 en Roggow y murió el 7 de mayo de 1974 en Bad Mergentheim) fue un arquitecto y urbanista alemán del siglo XX. Siglo. Su obra The Car-Friendly City, publicada en 1959, tuvo una gran acogida.

## Vida y obra
Reichow participó en la Primera Guerra Mundial de 1917 a 1918. En 1919 estudió arquitectura en la Universidad Técnica de Danzig y en la Universidad Técnica de Múnich. De 1923 a 1925 trabajó como asistente en la ciudad de Danzig y en 1926 se doctoró en ingeniería.
Reichow trabajó en Berlín de 1925 a 1928, en la oficina de Erich Mendelsohn y en la administración pública. En los años 1928-1934, fue urbanista de la ciudad de Dresde. De 1934 a 1936, fue el responsable de la planificación urbana de Braunschweig, y de 1936 a 1945 ejerció como director de obras en Stettin. Para poder continuar su carrera en la construcción de edificios públicos, Reichow se unió al NSDAP en 1937.  En Stettin recibió un permiso temporal para trabajar en la remodelación de Hamburgo, que fue dirigida por Konstanty Gutschow .
Durante la Segunda Guerra Mundial trabajó en el Plan General Ost, que fue parte fundamental de la política alemana de colonización y exterminio en Europa Central y Oriental. Los historiadores han descrito a los planificadores del Plan General Ost como “las mentes detrñas de la destrucción”. El plan preveía el asesinato y el reasentamiento de grandes grupos de población en los territorios ocupados de Polonia, Ucrania y Rusia y la “colonización” de las zonas desocupadas por colonos alemanes. En 1944, Reichow fue miembro asesor del grupo de trabajo para la reconstrucción de ciudades dañadas por las bombas, encabezado por el ministro de armamento , Albert Speer .
Desde 1945 trabajó como arquitecto y urbanista autónomo en Hamburgo. Los inicios del desarrollo de los asentamientos en la posguerra todavía se pueden ver hoy en sus trabajos en Wolfsburgo (ciudades jardín: Hohnerkamp y Farmsen, esta última junto con Otto Gühlk), Bielefeld-Sennestadt (junto con Fritz Eggeling y Peter Hols), Wunstorf- Barne (junto con Fritz Eggeling), Bremen-Vahr (junto con Ernst May, Max Säume y Günther Hafemann) y Limesstadt en Schwalbach, cerca de Fráncfort del Meno.